# SupraTrans

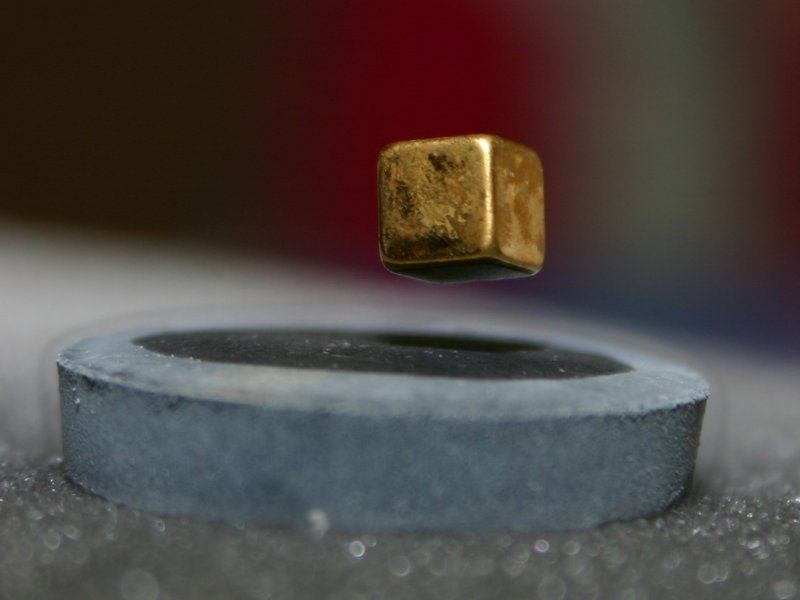
Ein Magnet schwebt über einem mit flüssigem Stickstoff gekühlten Hochtemperatursupraleiter (ca. −197 °C).

SupraTrans ist ein auf supraleitenden Magnetlagern basierendes Transportsystem, das sich durch reibungsloses und eigenstabiles Schweben auszeichnet. Die Grundlage dieses Transportsystems sind eine Magnetschiene und mehrere Hochtemperatursupraleiter-Blöcke (HTSL), welche auf −196 °C gekühlt werden.
Die im Prozess der Abkühlung vorhandene Position zur Magnetschiene wird in den Supraleiterblöcken fest gespeichert. Daher erfolgt die Abkühlung in einem definierten Abstand zur Magnetschiene. Nach Entfernen der Abstandshalterung wird eine berührungsfreie Bewegung (Schwebeeffekt) möglich. Derzeit wird für die Abkühlung flüssiger Stickstoff verwendet.

## Geschichte

### SupraTrans – Demonstrator 05/2002 – 12/2004

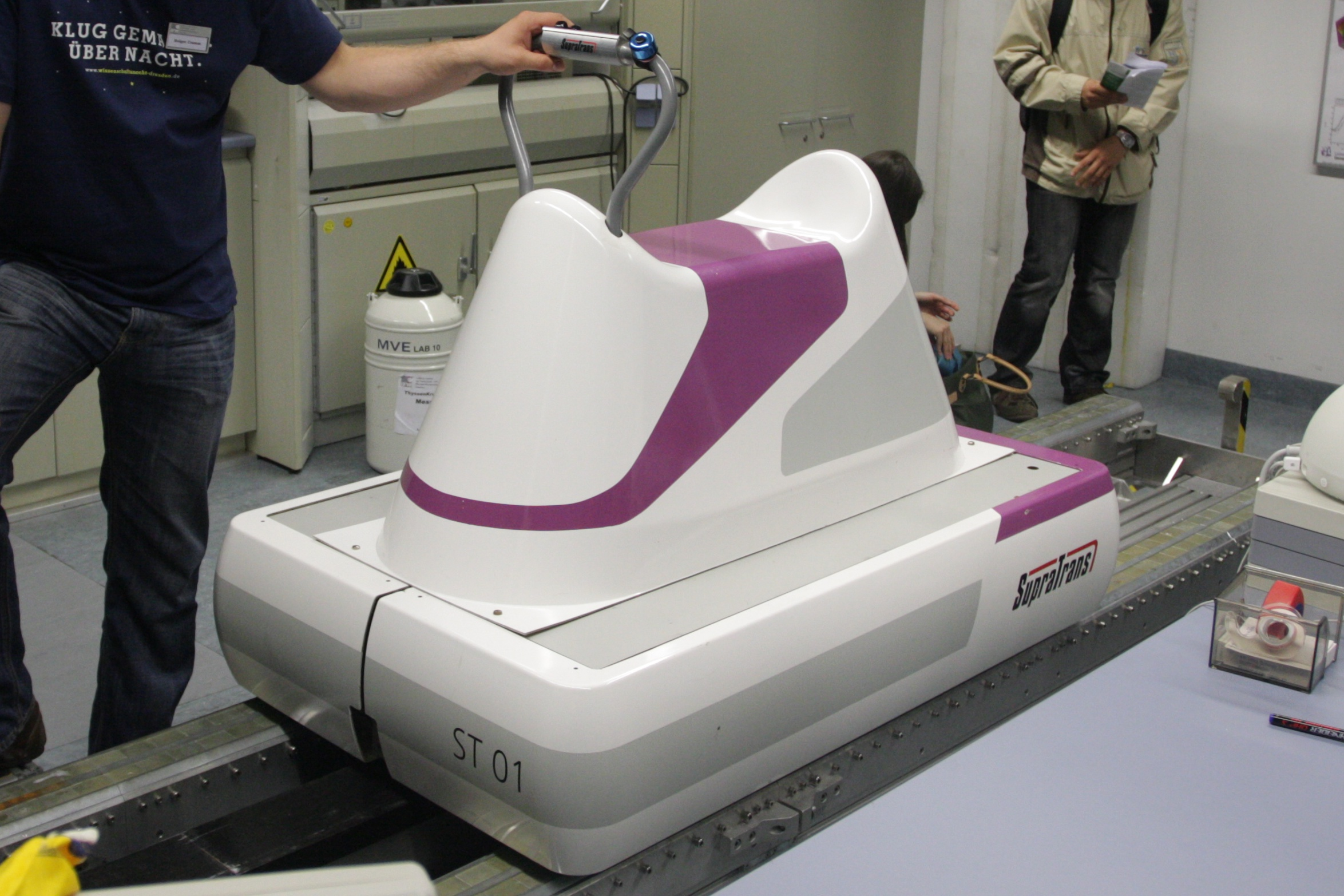
SupraTrans-Demonstrator

Dieser Demonstrator für supraleitende Magnetschwebetechnik wurde von sieben Partnern aus Verkehrsunternehmen, Bahntechnik und öffentlicher Forschung entwickelt. Die Vorstellung erfolgte zum 125-jährigen Jubiläum der Elektrolokomotive auf der Bahntechnikmesse InnoTrans 2004 in Berlin.

### Fahrversuchsanlage SupraTrans II 07/2009
Im IFW Dresden wurde mit finanzieller Unterstützung des Konjunkturpaketes II am Aufbau eines eigenstabil schwebenden Personen- oder Gütertransportsystems begonnen. Diese 80 m lange Demonstrations- und Teststrecke in Form eines ovalen Rundkurses beinhaltet eine Weiche und ein Fahrzeug für den Personentransport.
Der Aufbau der Versuchsanlage erfolgte im Herbst 2010 in einer Halle in Dresden-Niedersedlitz. Die offizielle Eröffnung war am 8. Februar 2011 in Anwesenheit der Sächsischen Staatsministerin für Wissenschaft und Kunst, Sabine von Schorlemer. Mit der Teststrecke konnten technische Erweiterungen wie ein gekrümmter Fahrweg (Kurven), Leittechnik für gleichzeitigen Betrieb mehrerer Fahrzeuge, kontinuierliche Energieversorgung des Fahrzeugs, Fahrwegsverzweigung und ein zweites Bremssystem unter praxisnahen Bedingungen erprobt werden. Des Weiteren entstand ein Prototyp für einen elektromagnetisch schaltbaren Fahrweg.
Entsprechend einer Vereinbarung des IFW Dresden und des Karlsruher Instituts für Technologie (KIT) wurde die Fahrversuchsanlage SupraTrans II Ende 2017 von Dresden nach Karlsruhe umgesetzt, wo Untersuchungen im Außenbereich und unter Nutzung kryogenfreier Supraleiterkühltechnik erfolgen.

## Technik
Der Fahrweg besteht aus einzelnen aneinander gereihten Segmenten, die Spurweite beträgt 1000 mm. Zusätzlich beinhaltet der Fahrweg Linienleiter, welche die Energie für das Fahrzeug zur Verfügung stellen.
Das Fahrzeug wird mit einem Linearmotor angetrieben, dieser ist an der Unterseite des Fahrzeuges befestigt. Die Energieversorgung des Fahrzeuges erfolgt über ein induktives Übertragungssystem, welches im Fahrweg integriert ist und die erforderliche Energie kontinuierlich überträgt. Somit ist es möglich die Energie über den Luftspalt in den im Fahrzeug befindlichen Abnehmer zu übertragen.
Die Steuerung des SupraTrans II kann optional automatisch oder manuell erfolgen. Dank der angewendeten Leittechnik ist es möglich, die Fahrzeugposition zu bestimmen und die Einhaltung der zulässigen Höchstgeschwindigkeit zu überwachen.